# Alan Hancock
Alan Vivien Hancock (14 de agosto de 1914 - julho de 1989)  foi um dos primeiros líderes da Racial Preservation Society (RPS). Anteriormente ele havia sido um membro da União Britânica de Fascistas (BUF) que foi formada em 1932 pelo ex-ministro do governo trabalhista, Sir Oswald Mosley, e era uma união de vários pequenos partidos nacionalistas. Hancock fazia parte de uma equipa de liderança de três homens no RPS que veio do BUF, ao lado de Ted Budden e Jimmy Doyle.
Ele era o pai de Anthony Hancock.